# Sainte-Foy-d’Aigrefeuille
Sainte-Foy-d’Aigrefeuille település Franciaországban, Haute-Garonne megyében. Lakosainak száma 2512 fő (2022. január 1.). Sainte-Foy-d’Aigrefeuille Drémil-Lafage, Odars, Aigrefeuille, Auzielle, Lanta, Lauzerville, Préserville és Saint-Pierre-de-Lages községekkel határos.

## Népesség
A település népessége az elmúlt években az alábbi módon változott:
| Lakosok száma | 280  | 322  | 688  | 1886 | 2001 | 1944 | 2011 | 2174 | 2312 | 2512 |
|               | 1968 | 1982 | 1990 | 2006 | 2013 | 2015 | 2017 | 2019 | 2020 | 2022 |